# Stefan Śródka

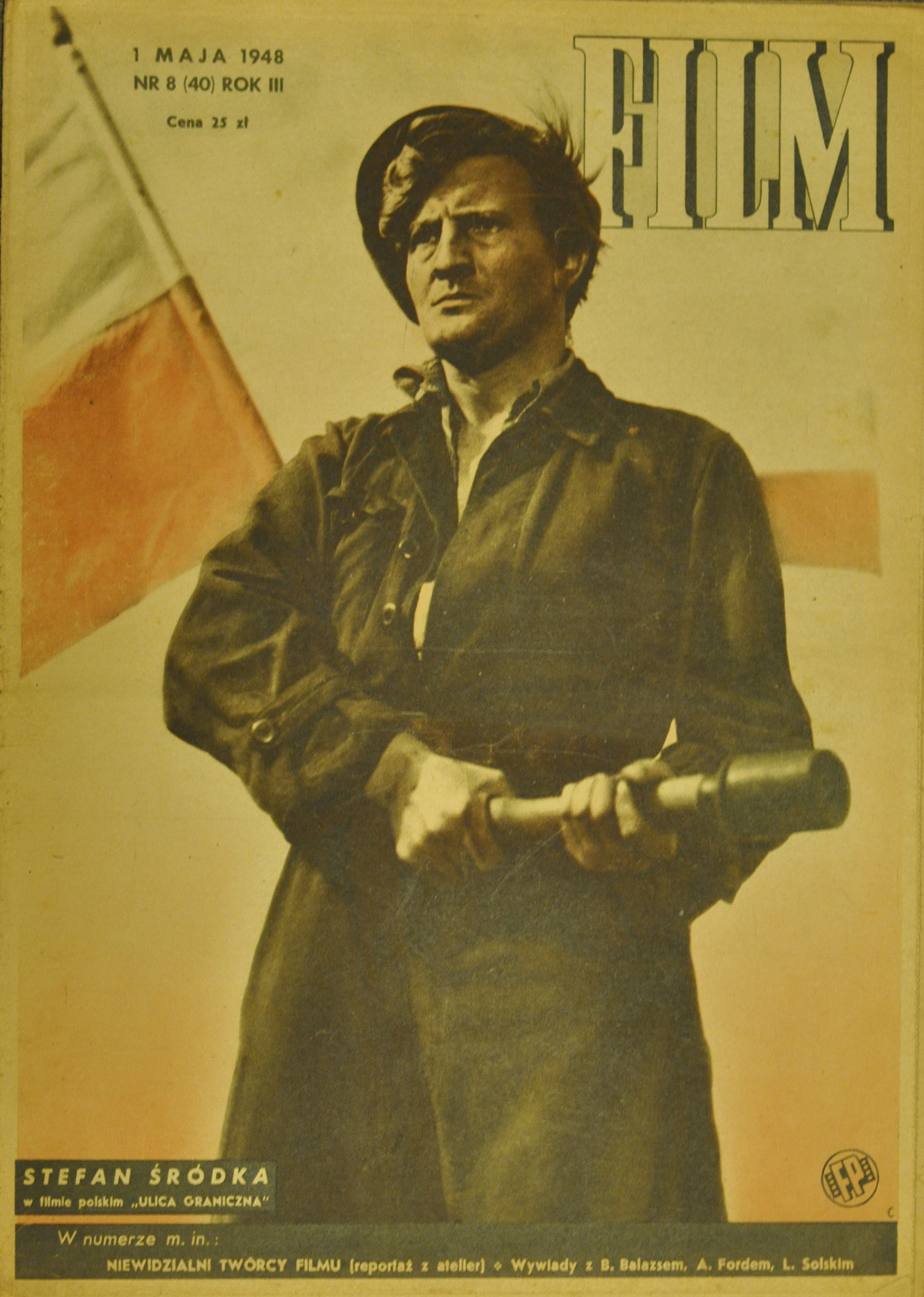
Stefan Śródka na okładce czasopisma Film Nr. 40 z 1948 roku

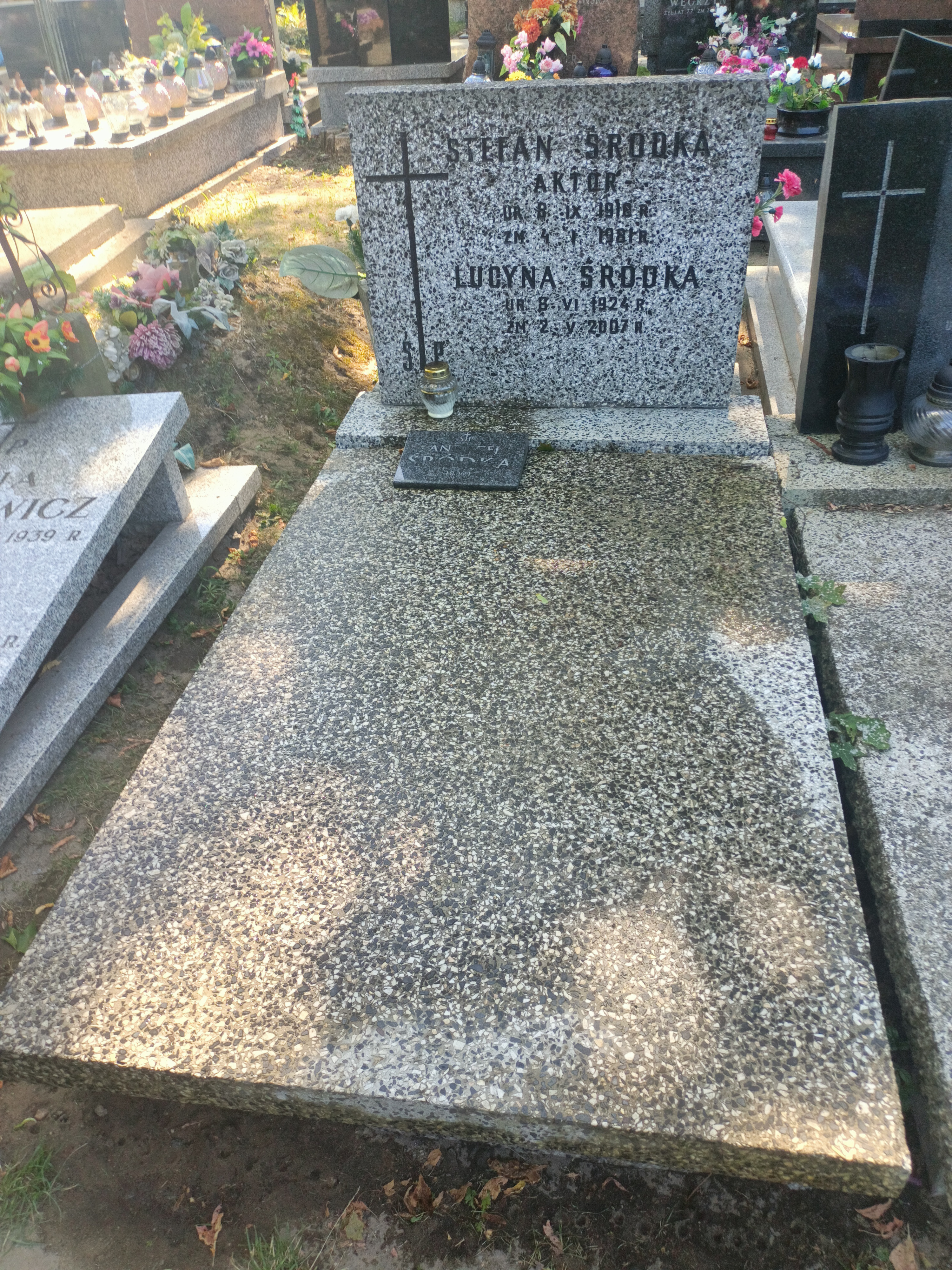
Grób Stefana Śródki na Cmentarzu Wojskowym na Powązkach

Stefan Śródka (ur. 8 września 1910 w Łodzi, zm. 4 stycznia 1981 w Warszawie) – polski aktor teatralny i filmowy, reżyser teatralny.

## Życiorys
Urodził się w rodzinie Romana i Anny z domu Laube. Dzieciństwo spędził w Łodzi. W 1934 ukończył studia aktorskie w Państwowym Instytucie Sztuki Teatralnej w Warszawie. Przed wojną grał w Wilnie, Katowicach (w Teatrze Polskim) i Kaliszu, gdzie także reżyserował sztuki teatralne. Od roku 1939 miał grać w Teatrach Miejskich w Łodzi. . W sezonie 1944/45 należał do Teatru Zrzeszenia Aktorskiego w Lublinie. Po wojnie, w latach 1945–1949 grał w Teatrze Wojska Polskiego w Łodzi, a następnie przeniósł się do Warszawy. Początkowo, w latach 1949–1952 pracował w stołecznym Teatrze Narodowym im. Wojska Polskiego, potem, przez 14 lat (do 1966) był zatrudniony w Teatrze Ateneum. Przez kolejne piętnaście lat, aż do śmierci, grał w Teatrze Dramatycznym. Odgrywał zazwyczaj role drugoplanowe i epizodyczne.
Od roku 1950 był aktorem radiowym. W słuchowisku W Jezioranach był głosem postaci Ludwika Janiaka. W latach 1946–1981 zagrał także w kilkudziesięciu przedstawieniach Teatru Telewizji i filmach, m.in.: Zakazane piosenki (1946), Dotknięcie nocy (1961), Stawce większej niż życie (rola: „Bartek” – dowódca oddziału partyzanckiego; odcinki Edyta, Wielka wsypa; 1967), Gniewko, syn rybaka (1969), Czarne chmury (1973), Mazepa (1975), Polskie drogi (1976), Miś (1980). W Misiu zagrał węglarza Tłoczyńskiego, który w ostatniej scenie filmu wygłasza monolog na temat znaczenia słowa tradycja. Zmarł 4 miesiące przed premierą tego filmu . Jako zasłużony aktor dla scen polskich i stołecznych po śmierci został pochowany na cmentarzu Wojskowym na Powązkach w Warszawie (kwatera B32-4-25).
Andrzej Zaorski, były aktor warszawskiego Teatru Ateneum, powiedział o nim: „Grał wtedy w Ateneum nieżyjący już i kompletnie zapomniany aktor Stefan Śródka. Był to tzw. prawdziwek, to znaczy, nie słysząc nigdy o Stanisławskim, grał jego metodą. Wszystko musiało być realistyczne. Jak kogoś złapał za rękę, to tamten miał siniaki od chwytu mocarnych palców Śródki”.

## Doświadczenia wojenne
W czasie wojny Stefan Śródka (ps. „Ryś”) był uczestnikiem ruchu oporu i oficerem Wojska Polskiego (w stopniu podporucznika). W latach 1942–1944 na terenie dzisiejszego woj. lubelskiego brał czynny udział m.in. w wysadzeniu pociągu w Krzywdzie i przetransportowaniu zdobytej broni do miasta Borowe, odbiciu więźniów transportowanych do Lublina, rozbrojeniu posterunku Granatowej Policji w Wojcieszkowie i Adamowie. Po aresztowaniu został wysłany na tereny III Rzeszy do pracy przymusowej w kopalni. „Ryś” był wspominany przez towarzyszy broni jako wykazujący się w trakcie zadań niezwykle dużą bojowością, karnością i odwagą.

## Rodzina
W 1945 ożenił się z Lucyną Maciejewską (zm. 2007). Jego syn Andrzej Śródka (1946–2022) był historykiem medycyny, profesorem w Instytucie Historii Nauki PAN i Katedrze Historii Medycyny Collegium Medicum UJ.

## Filmografia
- 1946: Zakazane piosenki – wykonawca wyroku na Marii Kędziorek
- 1946: Dwie godziny – robotnik, znajomy Weroniki, brat Kubusia
- 1947: Ostatni etap – Bronek
- 1948: Ulica Graniczna – Natan, zięć Libermana
- 1949: Dom na pustkowiu – węglarz
- 1951: Młodość Chopina – robotnik paryski
- 1953: Żołnierz zwycięstwa – Stefan Pawłowski
- 1954: Niedaleko Warszawy – obecny dyrektor huty
- 1956: Pożegnanie z diabłem – Józef Gil
- 1960: Spotkania w mroku – robotnik ziemny
- 1961: Dotknięcie nocy – Rybicki, strażnik konwoju z kombinatu
- 1965: Podziemny front – gość przy barze w knajpie (odc. 2)
- 1965: Miejsce dla jednego – sekretarz POP
- 1967: Stawka większa niż życie – kpt. „Bartek”, dowódca oddziału partyzanckiego GL i AL (odc 8 i 14)
- 1969: Gniewko, syn rybaka – Władysław I Łokietek
- 1969: Co jest w człowieku w środku – gospodarz Franciszek Kozłowski
- 1970: Prawdzie w oczy – członek brygady Klisia
- 1970: Najlepszy kolega – wędkarz
- 1972: Droga w świetle księżyca – wysłannik z wiadomością od brata Stanisława
- 1973: Hubal – gospodarz w Gałkach
- 1973: Czarne chmury – Matwiej, przywódca Kurpiów (odc. 3)
- 1975: Mazepa – Chmara, dworzanin Wojewody
- 1976: Polskie drogi – robotnik Frączak pomagający Michelowi w ucieczce (odc. 6)
- 1976: Dźwig – ojciec Tarsy
- 1977: Gdzie woda czysta i trawa zielona – Spychała
- 1979: Zerwane cumy – kombatant Kazik
- 1980: Miś – węglarz, kolega Stanisława Palucha
- 1981: Czwartki ubogich – Grzyb

## Nagrody i odznaczenia
W uznaniu osiągnięć w dziedzinie upowszechniania i rozwoju sztuki teatralnej Stefanowi Śródce przyznawano parokrotnie różne nagrody i odznaczenia honorowe.
- Order Krzyża Grunwaldu III klasy
- Krzyż Kawalerski Orderu Odrodzenia Polski (1977)
- Złoty Krzyż Zasługi (11 lipca 1955)[8]
- Krzyż Partyzancki
- Medal Zwycięstwa i Wolności 1945
- Medal 10-lecia Polski Ludowej (19 stycznia 1955)[9]
- Odznaka Grunwaldzka (1946)[7]